# Структура населення Буковини часів Австрійської імперії

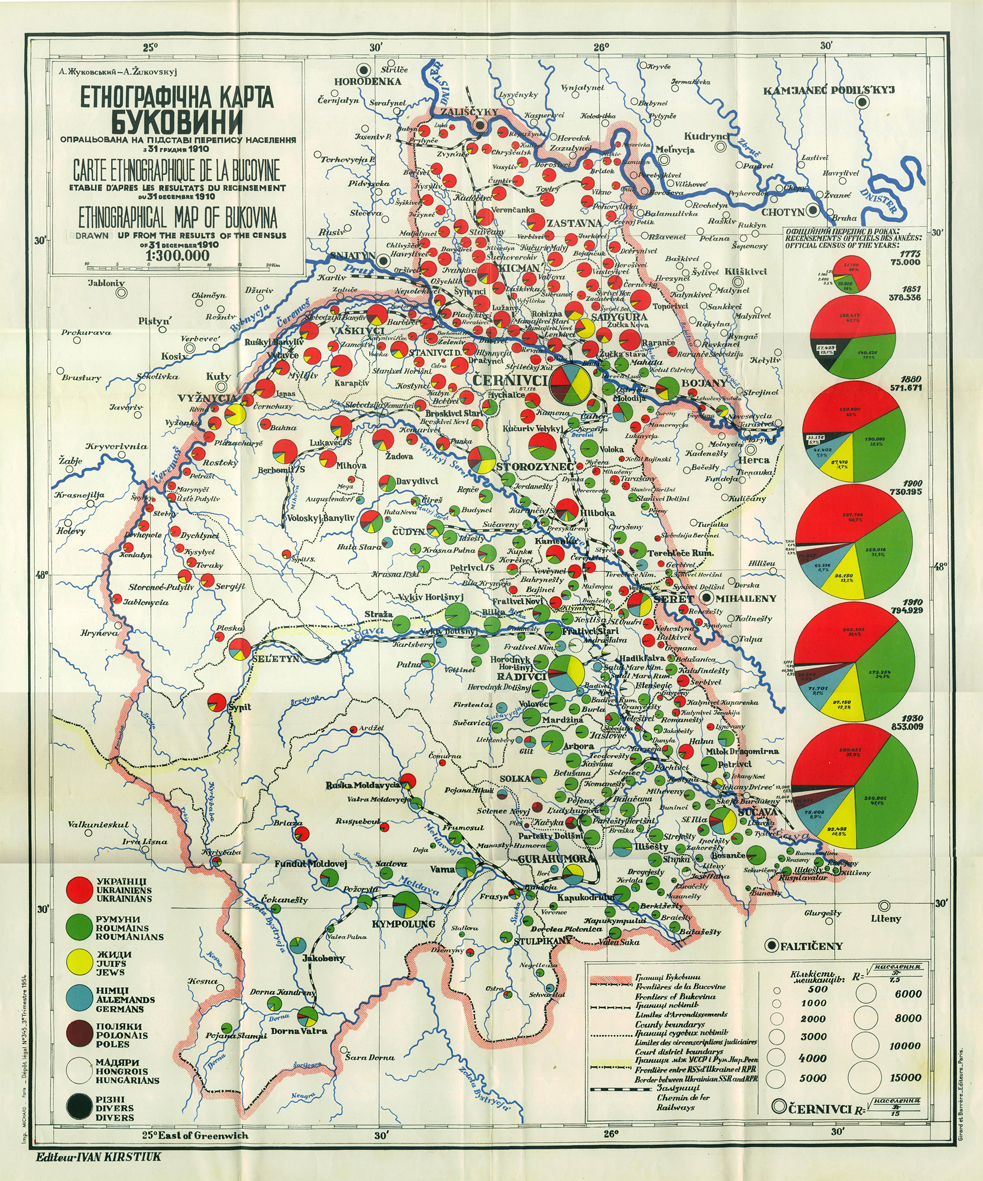
Етнографічна мапа Герцогства Буковина (1910)

Структура населення Буковини часів Австрійської імперії.

## Структура населення
Українці на Буковині часів перебування у складі Австрії становили більшість населення, на півдні проживали румунська й угорська меншини, розсіяним було проживання євреїв та німців, а також інших окремих етносів і конфесій. Певне уявлення про зростання чисельності етнонацій краю можна простежити з переписів. Крім переписів наявні публіковані румунськими шовіністичними джерелами задля обґрунтування претензій на Буковину недокументальні цифри. Наприклад, таблиця публікована в Petraru M. Polacy na Bukowinie w latach 1775—1918. Z dziejów osadnictwa polskiego. — Kraków, 2004. — S. 184. не має документальних підтверджень і суперечить результатам переписів, тому є цікавим документом, який ілюструє створення Румунією аргументів для антиукраїнської політики й анексії Буковини.
| Рік  | румуни | українці | німці | євреї | поляки | старовіри | вірмени | угорці | інші  |
| ---- | ------ | -------- | ----- | ----- | ------ | --------- | ------- | ------ | ----- |
| 1869 | 207000 | 186000   | 47000 | 47700 | 500    | 300       | 2000    | 9500   | 4800  |
| 1871 | 209116 | 191195   | 41065 | 41065 | -      | 3043      | -       | 8586   | 9908  |
| 1875 | 221726 | 202700   | 43374 | 51617 | -      | 3260      | -       | 9238   | 10307 |

Реальні ж пропорції конфесійного й етнічного складу населення видно за результатами переписів.

### Релігійний склад населення Буковини у 1857—1910рр.
| Рік  | православні | православні | греко-католики | греко-католики | вірмено-католики | вірмено-католики | римо-католики | римо-католики | протестанти | протестанти | юдеї   | юдеї    | старовіри | старовіри | інші  | інші   | разом  | разом |
| ---- | ----------- | ----------- | -------------- | -------------- | ---------------- | ---------------- | ------------- | ------------- | ----------- | ----------- | ------ | ------- | --------- | --------- | ----- | ------ | ------ | ----- |
| 1857 | 353403      | 77,34 %     | 9118           | 2 %            | 988              | 0,22 %           | 42726         | 9,35 %        | 8733        | 1,91 %      | 29187  | 6,39 %  | 2939      | 0,64 %    | 22782 | 4,99 % | 456920 | 100 % |
| 1880 | 404450      | 70,87 %     | 17589          | 3,08 %         | 756              | 0,13 %           | 63691         | 11,14 %       | 14199       | 2,48 %      | 67418  | 11,79 % | -         | -         | 3568  | 0,62 % | 571671 | 100 % |
| 1910 | 547163      | 68,39 %     | 26182          | 3,27 %         | 657              | 0,08 %           | 98565         | 12,32 %       | 20513       | 2,56 %      | 102919 | 12,86 % | 3232      | 0,4 %     | 413   | 0,05 % | 800098 | 100 % |

### Етнічний склад населення Буковини згідно розмовної (товариської) мови у 1775—1910рр.
|      | українська       | румунська        | німецька         | польська       | угорська       | чеська, моравська, словацька | словенська   | італійська   | сербо-хорватська |
| ---- | ---------------- | ---------------- | ---------------- | -------------- | -------------- | ---------------------------- | ------------ | ------------ | ---------------- |
| 1775 | 51700 (69 %)     | 18000 (24 %)     |                  |                |                |                              |              |              |                  |
| 1851 | 180417 (47,7 %)  | 140626 (37,2 %)  |                  |                |                |                              |              |              |                  |
| 1880 | 239690 (42,16 %) | 190005 (33,43 %) | 108820 (19,14 %) | 18251 (3,21 %) | 9887 (1,74 %)  | 1783 (0,31 %)                | 38 (0,01 %)  | 24 (-)       | 0 (-)            |
| 1890 | 268367 (41,16 %) | 208301 (32,42 %) | 133501 (20,78 %) | 23604 (3,68 %) | 8139 (1,27 %)  | 536 (0,08 %)                 | 28 (-)       | 18 (-)       | 1 (-)            |
| 1900 | 297798 (41,16 %) | 229018 (31,65 %) | 159486 (22,04 %) | 26857 (3,71 %) | 9516 (1,32 %)  | 596 (0,08 %)                 | 108 (0,02 %) | 119 (0,02 %) | 6 (-)            |
| 1910 | 305101 (38,39 %) | 273254 (34,38 %) | 168851 (21,24 %) | 36210 (4,50 %) | 10391 (1,30 %) | 1005 (0,12 %)                | 80 (0,01 %)  | 36 (-)       | 1 (-)            |

Щодо чисельності румунського населення 1910 року історики зауважили його завищення внаслідок «значної фальсифікації перепису 1910 року» румунською владою[уточнити].